# Geomys bursarius
Geomys bursarius är en däggdjursart som först beskrevs av Shaw 1800.  Geomys bursarius ingår i släktet Geomys och familjen kindpåsråttor. IUCN kategoriserar arten globalt som livskraftig. Inga underarter finns listade i Catalogue of Life. Wilson & Reeder (2005) skiljer mellan 10 underarter.

## Utseende
Hannar är större och tyngre än honor. Hannar blir med svans 28,5 till 30 cm långa, svanslängden är 8,5 till 9,4 cm och vikten varierar mellan 226 och 343 g. Honor blir däremot 24 till 27 cm långa (med svans), har en 7,2 till 8,4 cm lång svans och väger 220 till 261 g. Pälsen har allmänt en mörk färg på ryggen och en ljusare färg på buken. Ovansidans färg motsvarar oftast den fuktiga jordens färg i utbredningsområdet. De enda ljusbruna till vitaktiga ställen är fötterna och en fläck på nosen. Dessutom förekommer några vita hår på den rosafärgade svansen. Liksom andra kindpåsråttor har arten stora kindpåsar som har päls på insidan. Framtassarna är kraftiga och utrustade med långa skarpa klor. Artens har små öron och ögon samt långa morrhår. Tandformeln är I 1/1 C 0/0 P 1/1 M 3/3, alltså 20 tänder.
Vid händer och fötter förekommer fem fingrar respektive tår. De mellersta fingrar/tår är ungefär parallell medan den första och den femte är riktad utåt.
Geomys bursarius liknar Thomomys talpoides men den senare är mindre. Dessutom har Geomys bursarius dubbla rännor på framtändernas framsida som saknas hos Thomomys talpoides. Arterna har delvis överlappande utbredningsområden. Dessutom lever stjärnmullvaden i samma region som likaså skapar jordhögar vid boets utgång.

## Utbredning och habitat
Denna gnagare förekommer i centrala Nordamerika från Winnipeg i Kanada till östra New Mexico och centrala Texas. Arten lever främst i prärien men förekommer även i savanner med några trädgrupper. Den besöker även jordbruksmark, golfplatser och öppna ytor intill väger.

## Ekologi
Geomys bursarius kan vara aktiv på dagen och på natten. Den gräver underjordiska tunnelsystem. Arten äter rötter, gröna växtdelar och frukter. Varje individ har sina egna gångar men de ligger ofta nära varandra vad som kan uppfattas som en koloni. Hanar och honor parar sig under våren och efter cirka 30 dagar dräktighet föds fyra eller fem ungar. Ungarna blir efter ett år könsmogna.
I boet förekommer tunnlar nära marken (10 till 20 cm under markytan) som används under födosöket samt tunnlar som ligger cirka en meter djup. Tillsammans med de senare skapas olika rum där individen bor eller som förråd eller latrin. Jordhögarna vid utgången kan ha en diameter av 100 cm och en höjd av 70 cm. De är allmänt större och spetsigare än mullvadshögar.
Geomys bursarius undviker vanligen markens ovansida. Individer på marken är oftast hannar på vägen till en hona eller exemplar som fick boet översvämmat. Ibland syns gnagaren på natten utför boet när den inte hittar föda i gångarna. Arten har viss simförmåga men flera exemplar dör under vårfloden. Beståndet har tre gånger fler honor än hannar. Under dem kalla årstiden lever denna kindpåsråtta i boets djupa delar där ingen frost förekommer men den håller ingen vinterdvala.
Gnagaren jagas främst av rovdjur som gräver i marken som grävlingar eller skunkar. Den schaktas ibland fram av rävar, prärievargar, hundar eller tamkatter. Dessutom jagas den av djur som kan röra sig i tunnlarna som vesslor eller ormar av släktet Pituophis. På marken faller Geomys bursarius ibland offer för ugglor och falkfåglar.
Vid födelsen är ungarna nakna, blinda och döva. Tidigast i juni eller juli kan de iakttas vid boets ingång. Ibland får fadern tillåtelse att stanna i honans bo till ungarna är självständiga. Sedan separeras familjen och honan blir aggressiv mot artfränder. De enda tydliga ljuden som arten framkallar är ungarnas pipande och när tänderna skäras mot varandra.

## Bildgalleri

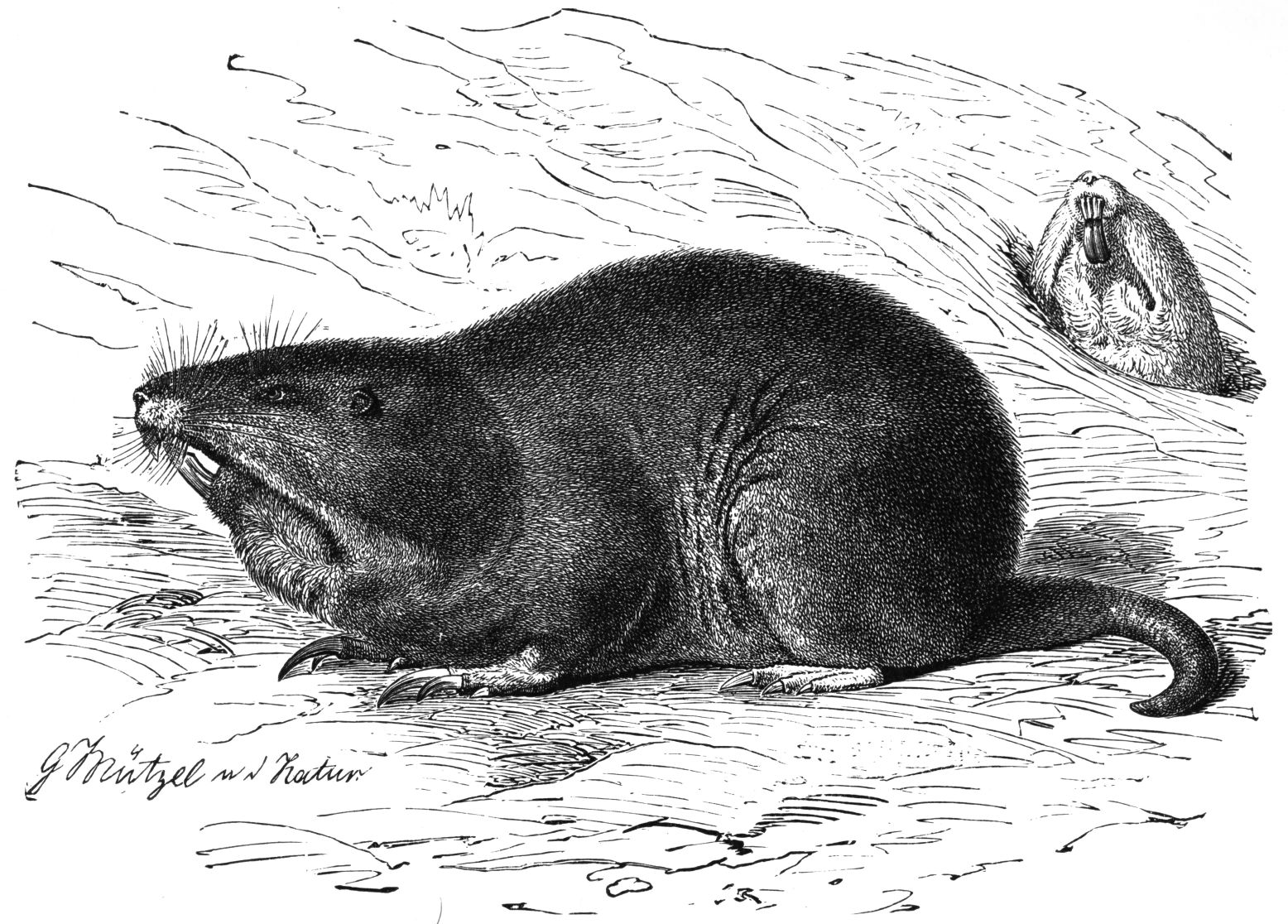
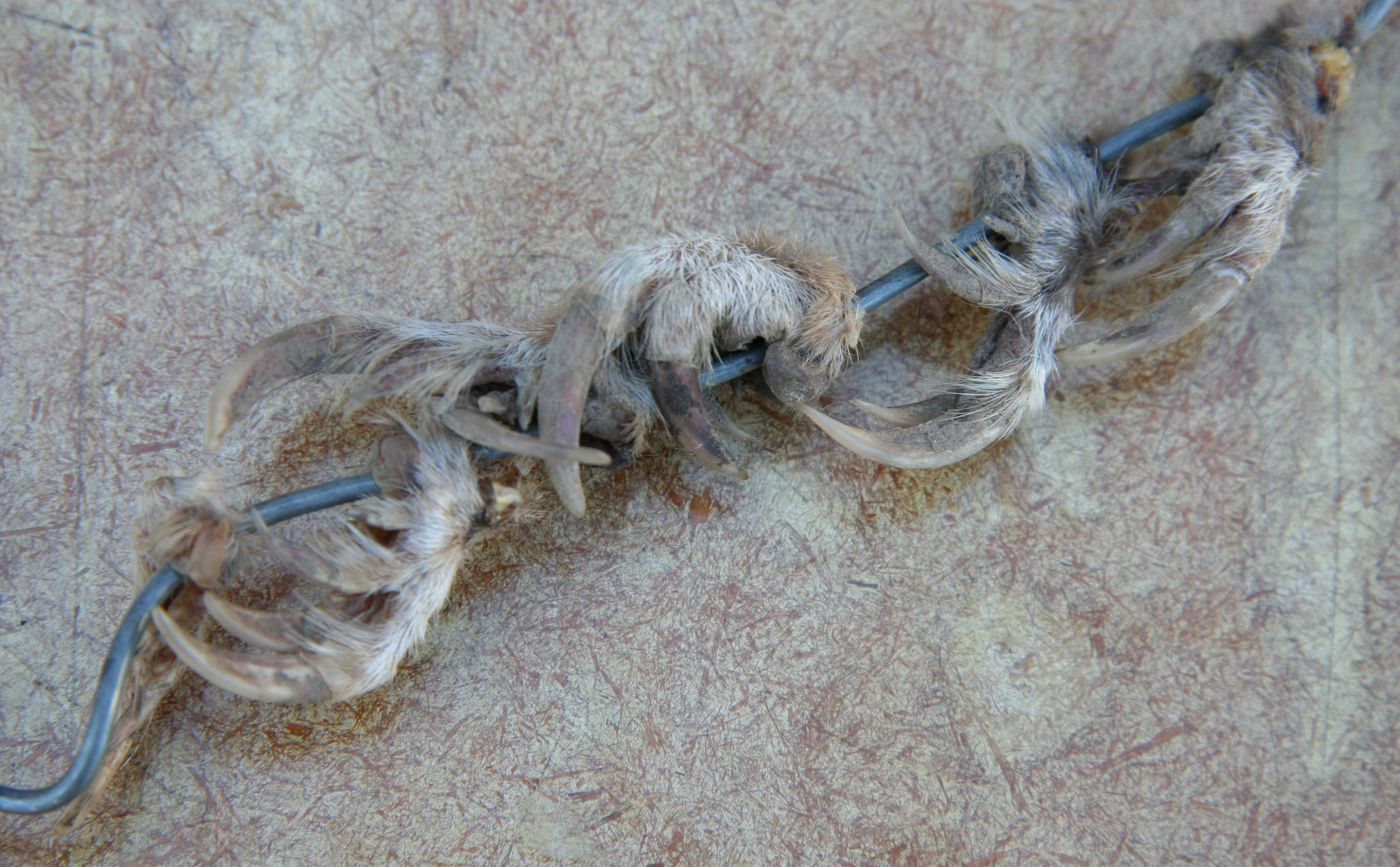